# Močický rybník
Močický rybník je rybník zhruba obdélníkovitého tvaru o rozloze asi 2,7 ha, který leží na bezejmenném potůčku v polích asi 1000 m východně od centra obce Kosořice v okrese Mladá Boleslav. Je zakreslen již na mapovém listě č. 76 z I. vojenského mapování z let 1764–1783.
Rybník je využíván pro chov ryb.

## Galerie

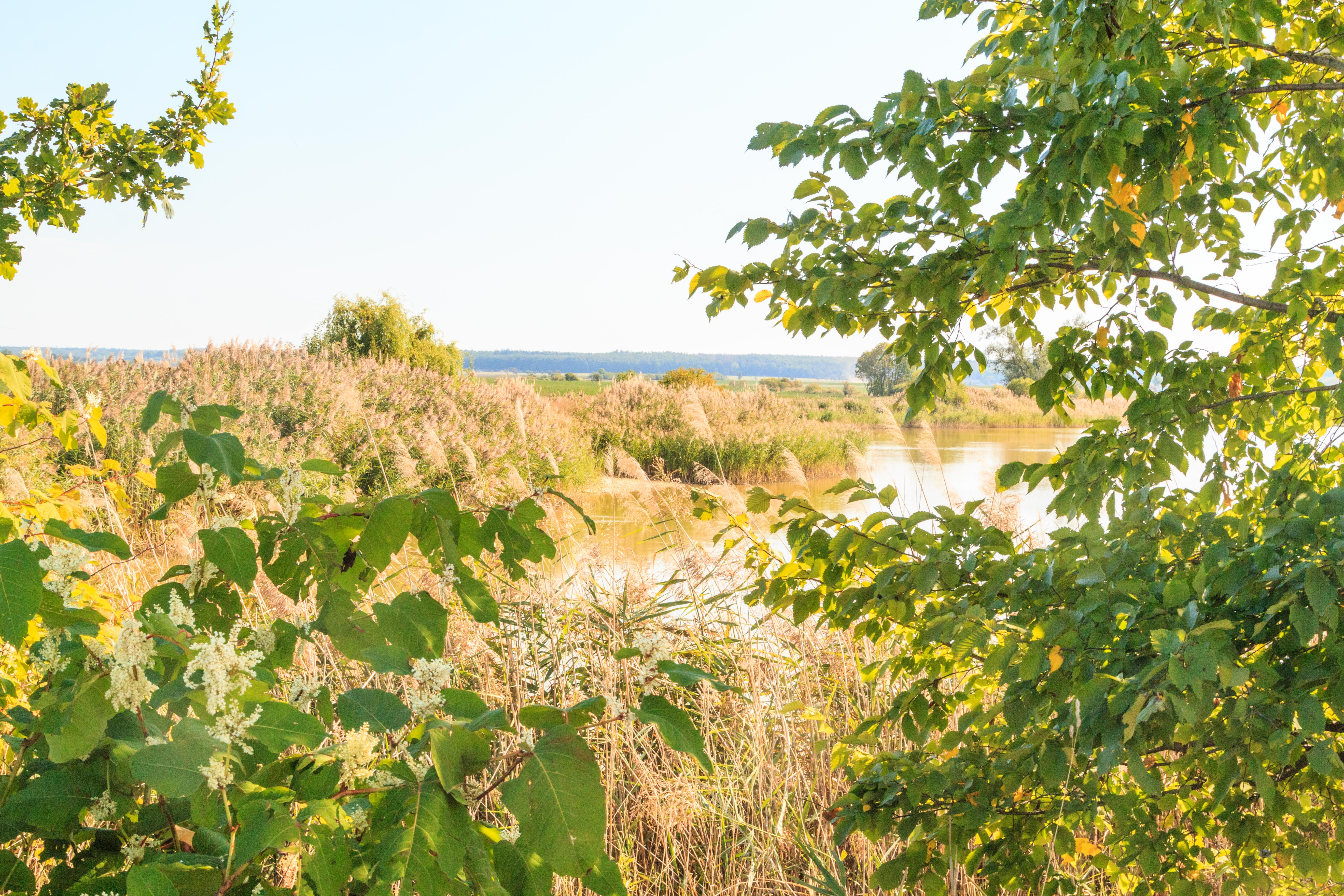
Pohled na Močický rybník u Kosořic
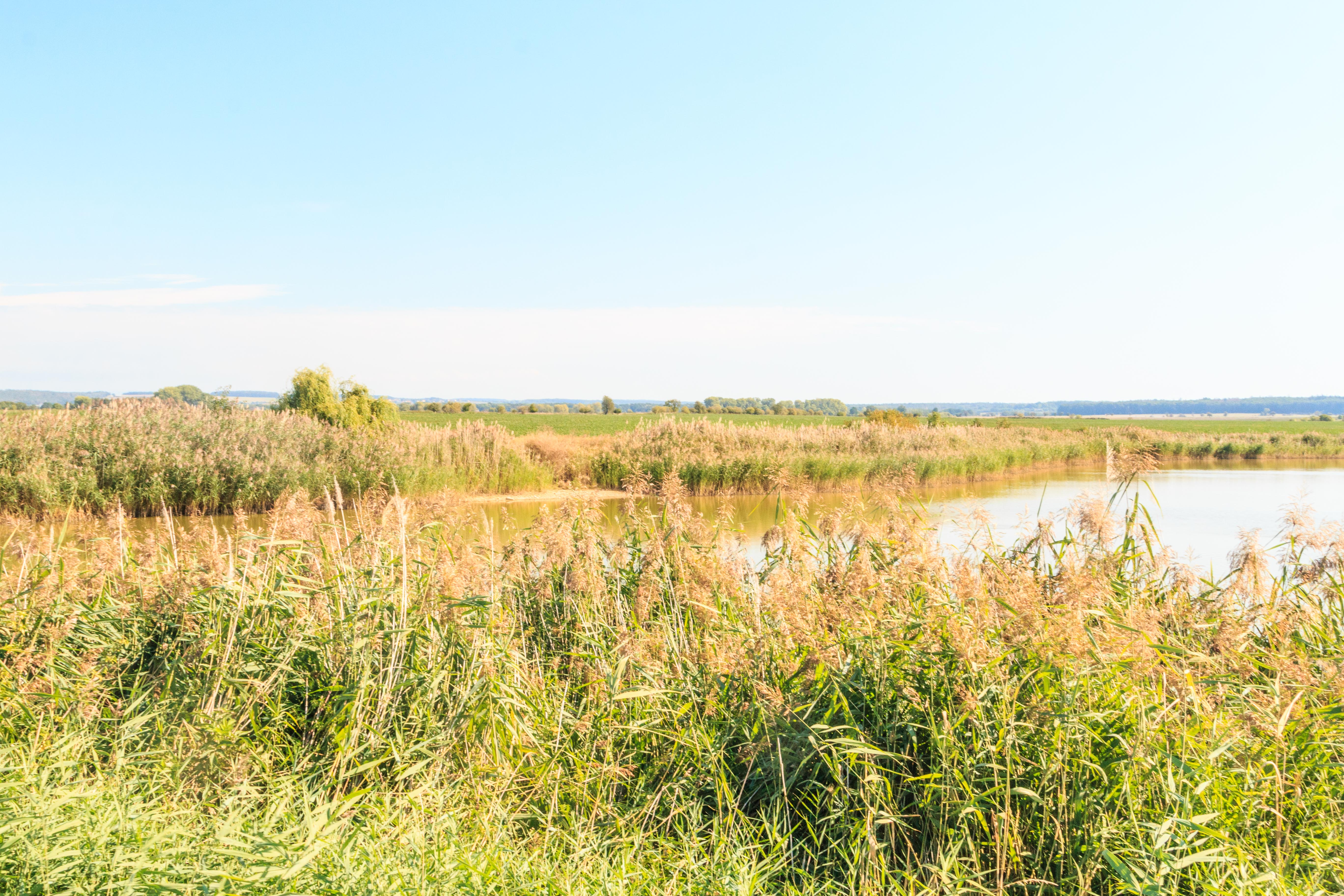
Pohled na Močický rybník u Kosořic
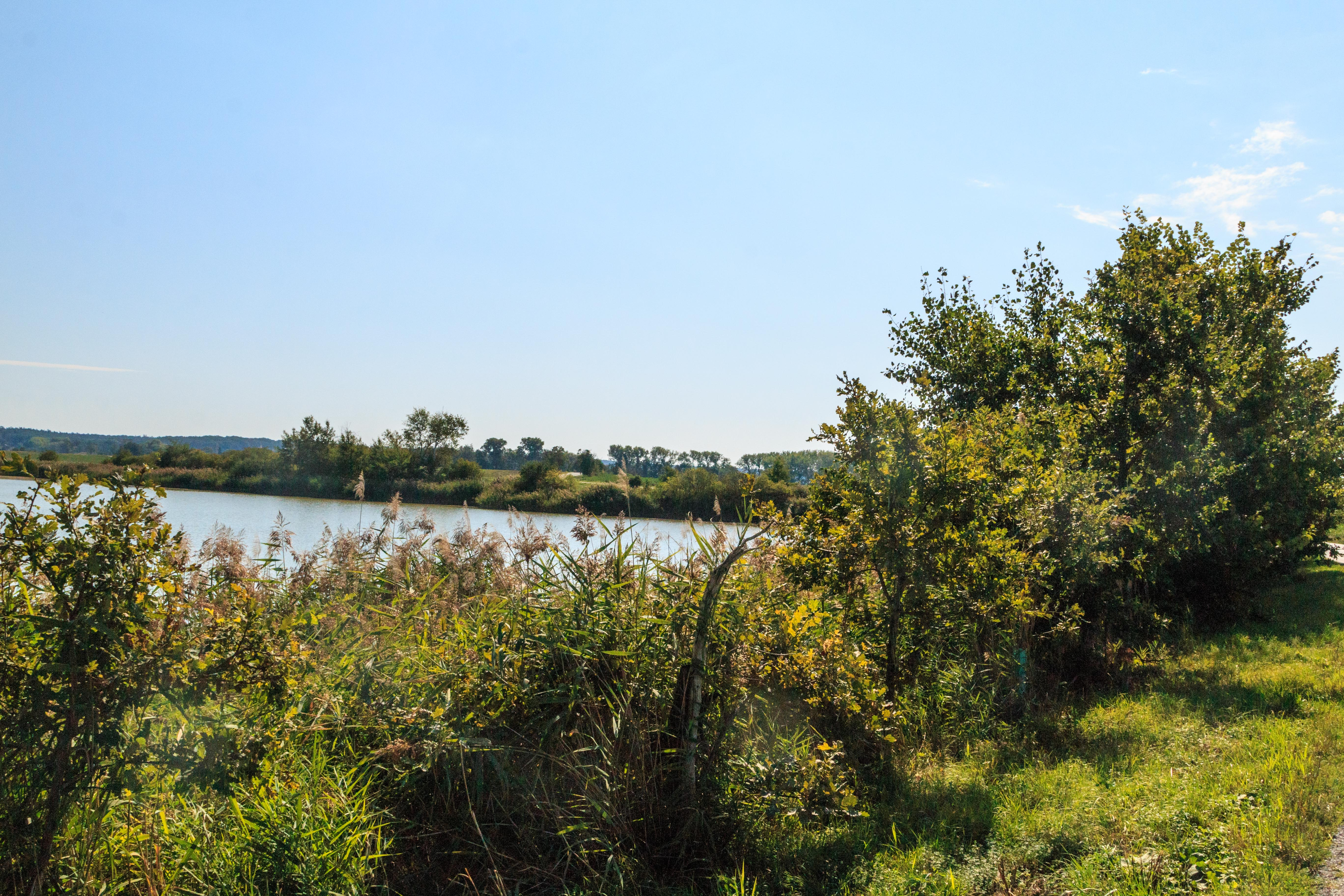
Pohled na Močický rybník u Kosořic
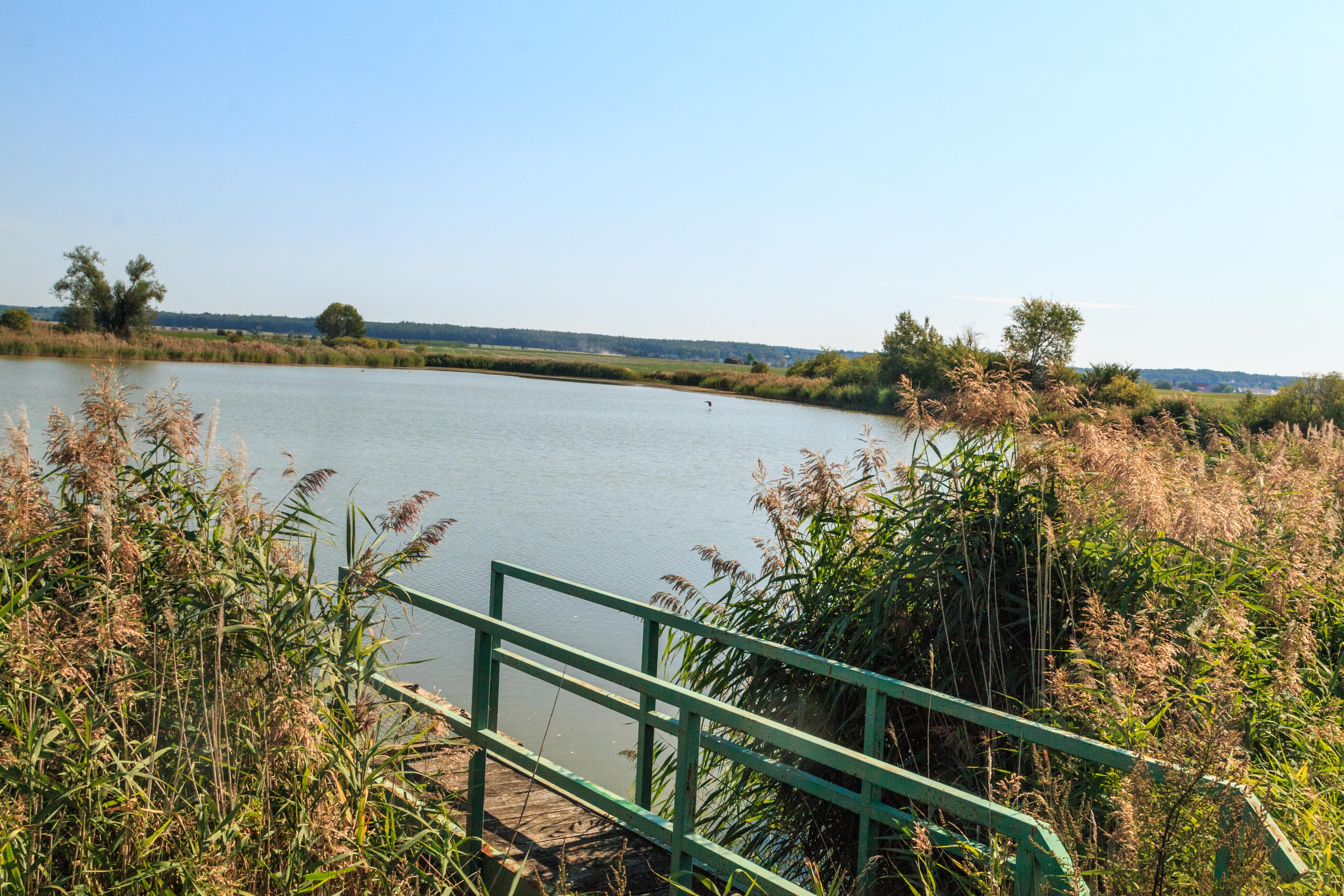
Pohled na Močický rybník u Kosořic